# Tepalcatepec, Tenancingo
Tepalcatepec är en ort i Mexiko.   Den ligger i kommunen Tenancingo och delstaten Mexiko, i den sydöstra delen av landet, 70 km sydväst om huvudstaden Mexico City. Tepalcatepec ligger 2 093 meter över havet och antalet invånare är 1 790.
Terrängen runt Tepalcatepec är kuperad, och sluttar söderut. Runt Tepalcatepec är det tätbefolkat, med 427 invånare per kvadratkilometer. Närmaste större samhälle är Tenancingo de Degollado, 3,0 km norr om Tepalcatepec. I omgivningarna runt Tepalcatepec växer huvudsakligen savannskog.